# Canyon megye
Canyon megye az Amerikai Egyesült Államokban, azon belül Idaho államban található. Megyeszékhelye Caldwell, legnagyobb városa Nampa. Lakosainak száma 231 105 fő (2020. április 1.). Canyon megye Payette, Gem, Ada, Owyhee és Malheur megyékkel határos.

## Népesség
A megye népességének változása:
| Lakosok száma | 189 345 | 191 402 | 193 788 | 198 871 | 207 478 | 231 105 |
|               | 2010    | 2011    | 2012    | 2013    | 2015    | 2020    |